# زین‌آباد (بوئین‌زهرا)
زین‌آباد' روستایی است در دهستان زین‌آباد، بخش شال شهرستان بوئین‌زهرا در استان قزوین که جمعیت آن ۳۲۰۰ نفر می‌باشد. مردم این روستا به زبان ترکی سخن می‌گویند.
دهستان زین آباداز نظر جمعیت و قدمت تمدن بزرگترین دهستان درشهرستان بوئین زهراوبخش شال است.
دهستان زین ‌آباد به مرکزیت روستای زین ‌آباد دارای روستاها، مزارع ومکانهای زیر میباشد:
1 - ‌زین ‌آباد 2 -‌خیرآباد 3 -‌قدیم ‌آباد 4 -‌باقرآباد 5 -‌قلعه طهماسب 6 -‌علی‌آباد نوپس ‌پر 7- ‌سخص ‌آباد 8 - ‌سوس ‌آباد 9-‌محمودآباد 10-‌مندرآباد 11-‌عبدالرب آباد 12-‌قلعه عبدالرب آباد 13-‌مچین 14-‌انگشت 15_حسین ‌آباد شاه ‌نظر